# Vermiglio
Vermiglio es una localidad y comune italiana de la provincia de Trento, región de Trentino-Alto Adigio, con 1.902 habitantes. Está situada en el valle alpino de Val di Sole.

## Evolución demográfica
| Gráfica de evolución demográfica de Vermiglio entre 1921 y 2001 |
|                                                                 |
| Fuente ISTAT - elaboración gráfica de Wikipedia                 |